# 米川信夫
米川 信夫（よねかわ のぶお、1918年（大正7年） - 2008年（平成20年））は、日本の翻訳家。
三重県生まれ。青山学院高等部、早稲田大学英文科卒業。（山ねずみロッキーチャック絵本シリーズ  金の星社<バージェス・アニマル・ブックス>----参照）
翻訳に『スカンク・ジミーのピンチ』（ソーントン・バージェス作、
山ねずみロッキーチャック絵本シリーズ  金の星社<バージェス・アニマル・ブックス>、1972年）等。
妻は児童文学者の米川みちこ。